# Jimera de Líbar
Jimera de Líbar è un comune spagnolo di 359 abitanti situato nella comunità autonoma dell'Andalusia.